# كارلوس مانويل أرانا أوسوريو
كارلوس مانويل أرانا أوسوريو (بالإسبانية: Carlos Manuel Arana Osorio)‏ (17 يوليو 1918 - 6 ديسمبر 2003). كان رئيس غواتيمالا من 1 يوليو 1970 حتي 1 يوليو 1974. ولد أرانا أوسوريو في Barberena، في مقاطعة سانتا روزا - عقيد في الجيش، تم انتخابه في عملية انتخابية تعتبر عموما «غير شفاف» على منصة واعدة حملة على قضايا القانون والنظام والاستقرار؛ وكان نائب الرئيس إدواردو كاسيريس. في نوفمبر 1970، فرضت أرانا في «حالة حصار» التي أعقبتها تدابير مكافحة التمرد المتصاعد. تلقت الحكومة استمرار دعم عسكري واسع النطاق من جانب الولايات المتحدة، التي قدمت الأسلحة والدعم الفني والمستشارين العسكريين لقوات الأمن تحت أرانا للمساعدة في محاربة المتمردين. استمر الاستخدام المنتظم للدولة الإرهاب التي ظهرت في عام 1966 في عهد الرئيس خوليو سيزار منديز تحت أرانا. وظلت «فرق الموت» التي ترعاها الحكومة النشطة وقوات الأمن اعتقلت بانتظام، اختفت، عذبت وأعدمت خارج نطاق القضاء المعارضين السياسيين وقادة الطلاب، المتعاطفين مع المتمردين المشتبه بهم والنقابيين. وتشير التقديرات إلى أن أكثر من 20,000 غواتيمالا قتلوا أو «اختفوا» تحت إدارة أرانا.

## روابط خارجية
- كارلوس مانويل أرانا أوسوريو على موقع الموسوعة البريطانية (الإنجليزية)
- كارلوس مانويل أرانا أوسوريو على موقع مونزينجر (الألمانية)

- Obituary (BBC News) (بالإسبانية)